# Mosholu Parkway (metropolitana di New York)
Mosholu Parkway è una fermata della metropolitana di New York situata sulla linea IRT Jerome Avenue. Nel 2019 è stata utilizzata da 2 491 758 passeggeri. È servita dalla linea 4, attiva 24 ore su 24.

## Storia
La stazione fu aperta il 15 aprile 1918. Venne ristrutturata tra il 2006 e il 2007.

## Strutture e impianti
La stazione è posta su un viadotto al di sopra di Jerome Avenue, ha due banchine laterali e tre binari, i due esterni per i treni locali e quello centrale per i treni espressi. I due mezzanini, posizionati sotto il piano binari alle estremità nord e sud, ospitano ciascuno le scale per accedere alle banchine, un gruppo di tornelli e due scale per il piano stradale che portano nei pressi di Mosholu Parkway.

## Interscambi
La stazione è servita da alcune autolinee gestite da NYCT Bus.
- Fermata autobus